# Erlenbach (Zwitserland)

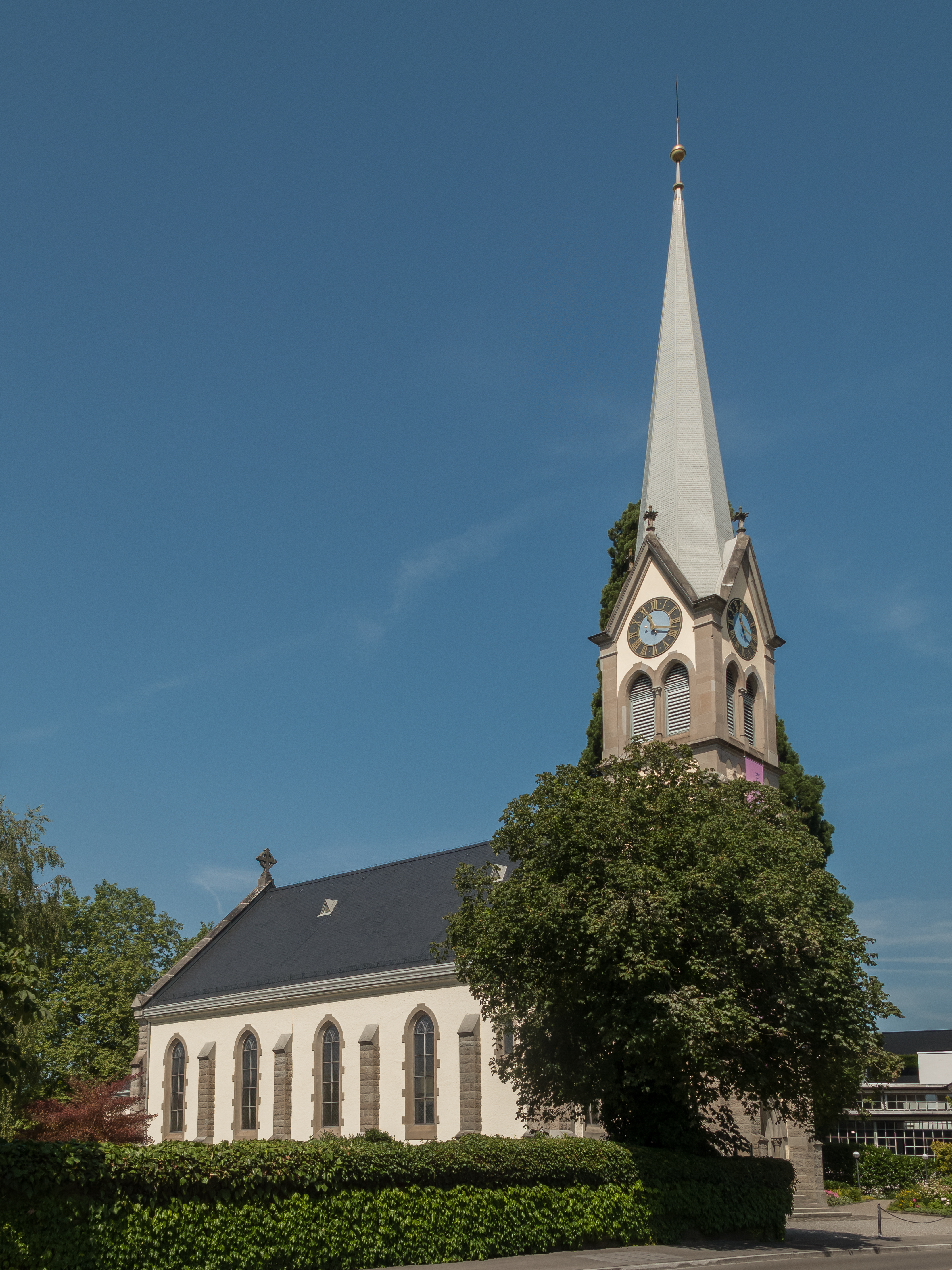
Erlenbach, de protestantse kerk

Erlenbach is een gemeente en plaats in het Zwitserse kanton Zürich, en maakt deel uit van het district Meilen.
Erlenbach telt 5076 inwoners.